# Паровая подушка
Парова́я поду́шка — определённый объём пара, находящийся между поршнем и крышкой цилиндра в состоянии когда поршень находится в мёртвой точке.

## Процесс
Пар наполняется во вредное пространство цилиндра паровой машины. Выпуск пара из цилиндра совершается когда поршень не доходит до мертвой точки на 10-30%, то есть в состоянии не полного хода поршня. Далее выпуск пара завершается, а оставшаяся доля пара, находящаяся в паровой подушке сжимается.
Во время сжатия пара его температура увеличивается, но за счёт уменьшения конденсации пара происходит потеря тепла. Так же вследствие сжатия пара в конечном положении поршня противодавление на пар увеличивается. Когда поршень находится в мертвой точке и в цилиндр поступает пар с высоким давлением, равный давлению в котле, поршень медленно двигается в обратном движении.

## Связь
Величина паровой подушки связана с быстроходностью паровой машины.